# Saint-Pierre (Cantal)
Saint-Pierre é uma comuna francesa na região administrativa de Auvérnia-Ródano-Alpes, no departamento de Cantal. Estende-se por uma área de 14,27 km². Em 2010 a comuna tinha 140 habitantes (densidade: 9,8 hab./km²).